# Polyrhachis antoniae
Polyrhachis antoniae är en myrart som beskrevs av Hermann Stitz 1911. Polyrhachis antoniae ingår i släktet Polyrhachis och familjen myror. Inga underarter finns listade i Catalogue of Life.